# J. C. Kayser & Giesecke
J. C. Kayser & Giesecke ist ein hannoversches Familienunternehmen, das 1885 als Papiergroßhandel gegründet wurde. Als J.C. Kayser & Giesecke GmbH & Co. KG existiert es bis heute. Das operative Großhandelsgeschäft wird seit 1964 von der vph GmbH & Co. KG betrieben, deren Gesellschafterin die J.C. Kayser & Giesecke GmbH & Co KG bis heute ist.

## Unternehmensgeschichte

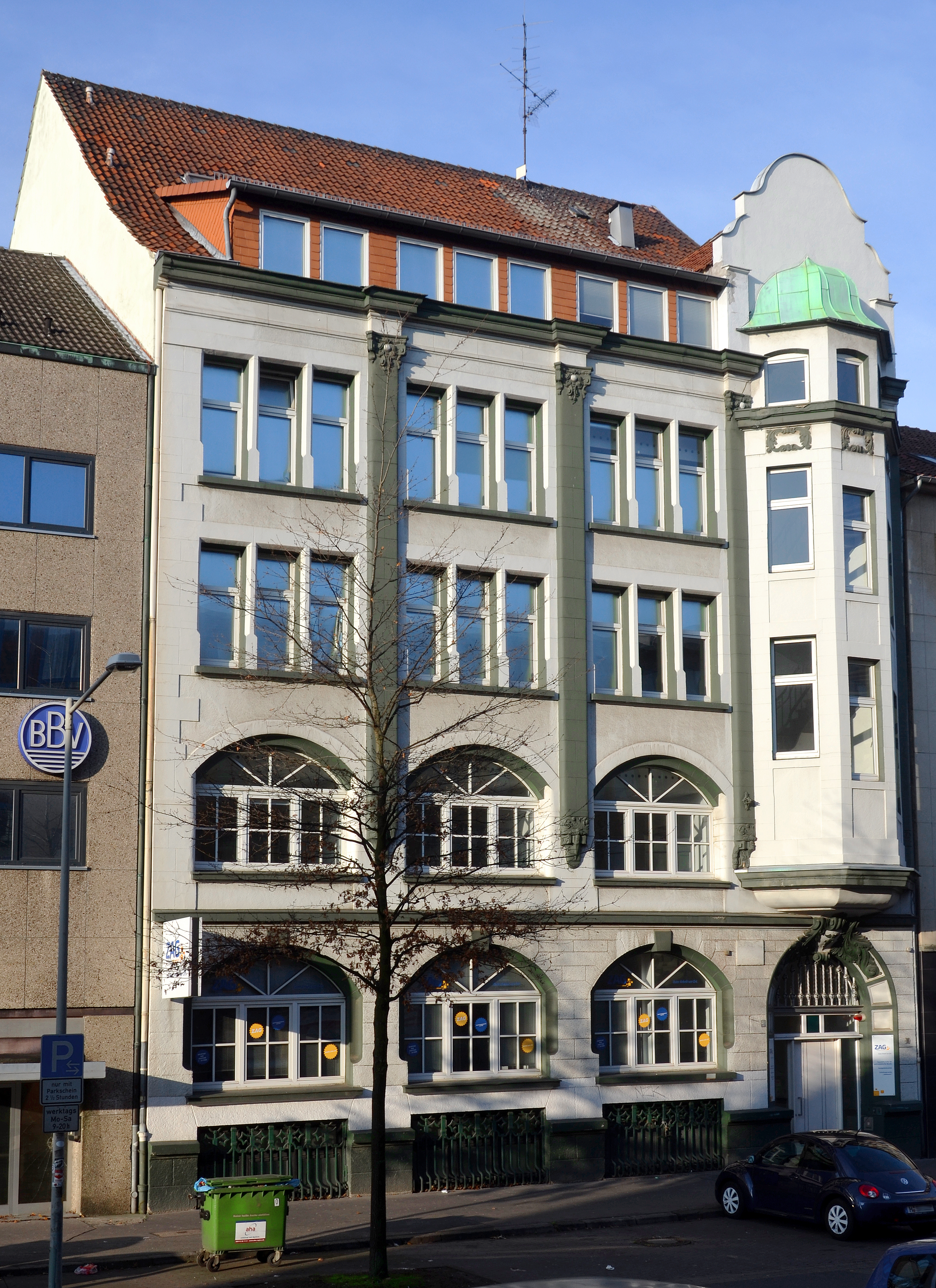
Stammsitz in der Nikolaistraße 11, Hannover

Das Unternehmen wurde 1885 durch den Hannoverschen Kaufmann Johannes Carl Kayser in Hannover gegründet. Im Jahre 1905 wurde der Stammsitz des Unternehmens in der Nikolaistraße durch die Errichtung eines Lager- und Verwaltungsgebäudes begründet, das bis heute Bestandteil des Anlagevermögens des Unternehmens ist. Bis 1964 hatte die Kommanditgesellschaft J. C. Kayser & Giesecke KG ihren Sitz in der Nikolaistraße 11 in Hannover. Als Papiergroßhandlung war Kayser & Giesecke in den Regionen um den Hauptstandort Hannover sowie in den Niederlassungen Dresden und Krefeld tätig. Man entwickelte auch eigene Wasserzeichenpapiere insbesondere für Geschäftsdrucksachen unter den Markennamen Bankpost 1885, Schreibmaschinen Post 1885, Edel-Hartpost Reflex sowie Kayser & Giesecke Eichenpost, die teilweise exklusiv für das Unternehmen produziert wurden.
J.C. Kayser & Giesecke befindet sich bis heute in der Hand der Gründerfamilie und ihrer Nachkommen. Die Niederlassung Dresden verselbständigte sich 1929 als J.C. Kayser & Co KG durch Übernahme seitens zweier Söhne des Gründers. Die Niederlassung Krefeld wurde 1963 geschlossen.
1964 wurde das operative Geschäft des Papiergroßhandels im Rahmen einer Unternehmensfusion in das neu gegründete Unternehmen Vereinigte Papiergroßhandlungen GmbH & Co. KG (heute: vph GmbH & Co. KG) eingebracht. Seitdem ist die J. C. Kayser & Giesecke KG Gesellschafterin der heutigen vph GmbH & Co KG. Das Unternehmen hat seinen Sitz in Hemmingen bei Hannover und ist Gesellschafterunternehmen der Igepa Group.
Das Stammhaus des heute als J.C. Kayser & Giesecke GmbH & Co. KG firmierenden Unternehmens in der Nikolaistraße 11 wurde in den 1980er Jahren kernsaniert. In einem Teil des Gebäudes befand sich zeitweise der Ende der 1960er Jahre gegründete Club Voltaire.

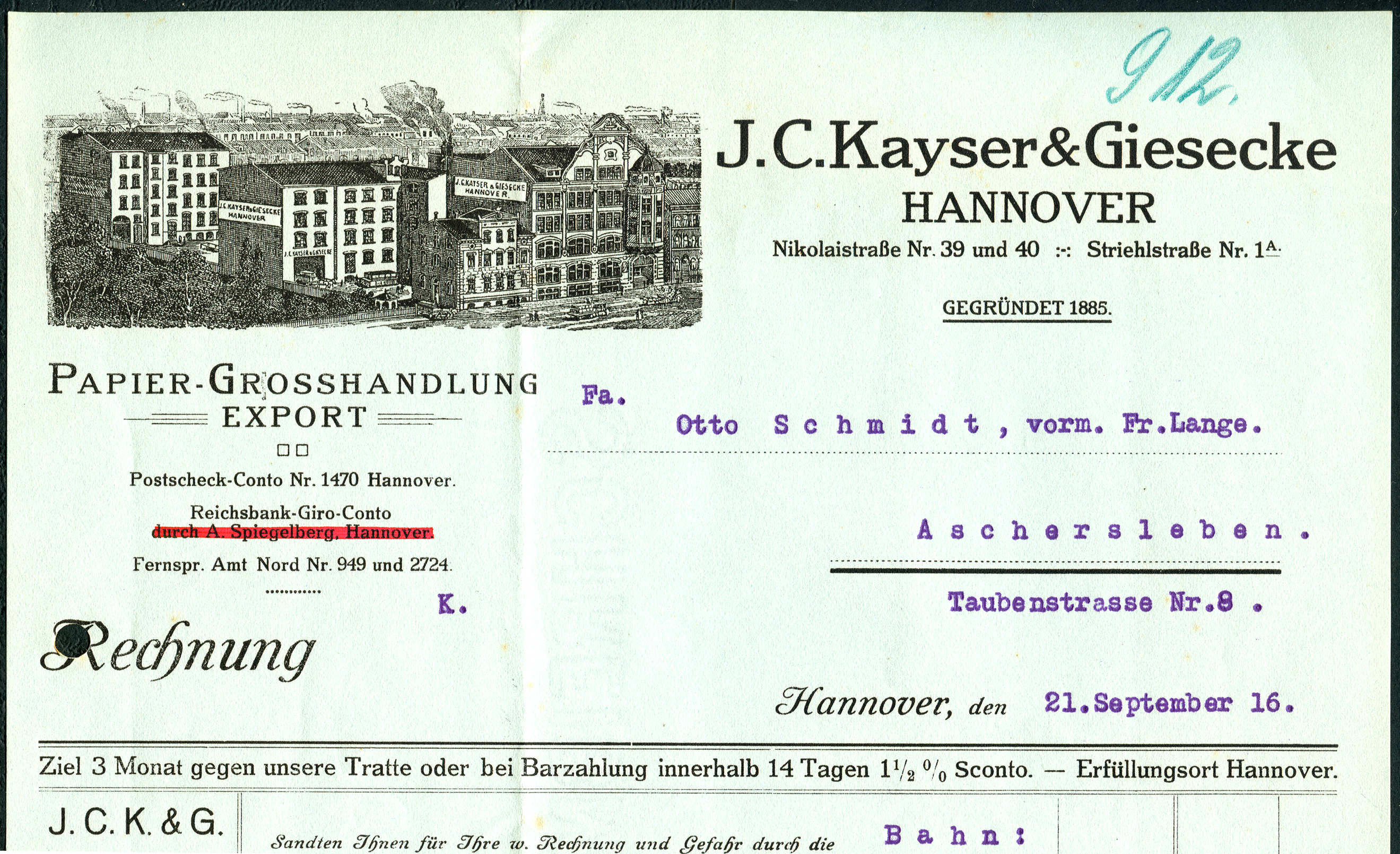
J. C. Kayser & Giesecke Hannover Nikolaistraße 39 40 Striehlstraße 1A Papier-Großhandlung Export Rechnung 21. Sept. 1916 Otto Schmidt vormals Fr. Lange Aschersleben Detail